# José María de Cossío
José María de Cossío y Martínez-Fortún (Valladolid, 25 de marzo de 1892-Valladolid, 24 de octubre de 1977) fue un escritor y polígrafo español miembro de la Real Academia Española y autor de un monumental tratado taurino.

## Biografía
Cursó en Valladolid la licenciatura de Derecho y se trasladó a Madrid a estudiar el doctorado. Más adelante estudió Filosofía y Letras en la Universidad de Salamanca. En 1920 editó su primera obra, un poemario titulado Epístolas para amigos. Se convirtió en figura habitual de las tertulias madrileñas y colaboró en publicaciones como El Sol, Revista de Occidente y ABC. En 1948 ingresó en la Real Academia Española con el discurso «Lope de Vega, personaje de sus comedias» y ocupó el sillón G.  Fue director de los cursos para extranjeros de la Universidad Internacional Menéndez Pelayo y participó en la creación del Centro de Estudios Montañeses en Santander y la revista Cruz y Raya, junto con José Bergamín, en 1933. Con Antonio Díaz-Cañabate inició una tertulia en el café Aquarium de Madrid y luego la trasladaron al café Kutz y por fin al Lyon d'Or, como cuenta en su Historia de una tertulia (1952) el primero.
Experto y gran aficionado al mundo taurino, fue amigo de toreros como José Gómez Ortega "Joselito"; Ignacio Sánchez Mejías; Rafael Gómez "El Gallo"; Pepe Luis Vázquez; Antonio Bienvenida, y Domingo Ortega. En el libro Manuel Bartolomé Cossío Una Vida Ejemplar (1857-1935) se muestran cartas entre José María y su tío, el pedagogo krausista e historiador del arte español Manuel Bartolomé Cossío en las décadas de 1920 y 1930 sobre el interés de José María por escribir sobre toros. En 1934 inició la redacción de su monumental obra dedicada a la tauromaquia, Los toros, en cuatro volúmenes, publicados entre 1943 y 1961. 
Uno de sus colaboradores en su magna obra sobre la tauromaquia fue el poeta Miguel Hernández. De hecho, mientras que otros intelectuales no hicieron nada por el poeta oriolano, Cossío fue quien le proporcionó ingresos regulares que le permitieron a Hernández afincarse en Madrid. Tras la  guerra civil, Cossío, bien relacionado con el bando fascista utilizó sus influencias para lograr que a Hernández se le conmutase la condena a muerte por la de treinta años de cárcel.
Fue amigo también de poetas de la generación del 27 como Gerardo Diego, con quien mantuvo una extensa correspondencia. 
De todos es conocida la prodigalidad de José María de Cossío para con sus amigos durante largos años. Los últimos años vivió en la casona familiar solariega de Tudanca, donde compartió comidas y largas sobremesas con el matrimonio formado por la poetisa cántabra Matilde Camus y Justo Guisández.
Escribió abundantemente sobre autores españoles del Siglo de Oro, como Alonso de Ercilla, Luis de Góngora y Baltasar Gracián, entre muchos otros. Es autor de una obra de referencia sobre la mitología en la poesía española, Fábulas mitológicas en España (1952).
Tuvo una especial vinculación con Cantabria. Escribió varios libros sobre autores montañeses, sobre todo José María de Pereda, de quien editó las Obras completas. Aficionado también al fútbol, ejerció la presidencia del Racing de Santander entre 1932 y 1936. En relación con Cantabria, después de su muerte se localizó un tratado sobre la raza bovina tudanca, que fue publicado en 1997.
En 1962 fue nombrado presidente del Ateneo de Madrid.

## Obras principales
- 1931: Los toros en la poesía castellana. Estudio y antología, 2 vols. Premio Fastenrath de la Real Academia Española.
- 1934: La obra literaria de Pereda, su historia y su crítica.
- 1936:  Correspondencias literarias del siglo XIX en la Biblioteca Menéndez y Pelayo.
- 1936: Poesía Española (Notas de asedio).
- 1939: Siglo XVII.
- 1942: El romanticismo a la vista. Notas y estudios de crítica literaria. Tres estudios. La poesía de Don Alberto Lista. Don Alberto Lista, crítico teatral de «El Censor». Noticias de don Manuel de la Cuesta.
- 1943-1961: Los Toros, tratado técnico e histórico.
- 1948: Lope, personaje de sus obras.
- 1952: Fábulas mitológicas de España.
- 1954: La obra literaria de Pereda.
- 1960: Cincuenta años de poesía española (1850-1900), 2 vols.
- 1973: Estudios sobre escritores montañeses, 3 vols.